# Banksia, New South Wales
Banksia este o suburbie în Sydney, Australia.